# Phyllodesmium longicirrum
Espèce
Phyllodesmium  longicirrum est une espèce de nudibranche de la  famille des Facelinidaes.

## Distribution
Cette espèce se rencontre dans la zone tropicale Ouest-Pacifique.

## Habitat
Son habitat correspond à la zone récifale peuplée de coraux mous jusqu'à 30 m de profondeur.

## Description
Cette espèce peut mesurer jusqu'à 15 cm.
Le corps est allongé, fin et tubulaire, sa teinte est blanche nacrée à translucide mouchetée de taches beige "diluées".
Le corps est couvert de ceratas relativement longs, étroits dont l'extrémité est aplatie afin d'optimiser le processus de photosynthèse de ses hôtes internes. Les appendices sensoriels frontaux sont par contre plus fins et de couleur plus atténuée.
La particularité de cette famille est leur relation symbiotique avec des zooxanthelles (algues unicellulaires) prélevées via leur mode alimentaire et conservées dans leurs glandes digestives (ce sont les taches beiges ou autre teinte visibles à la surface du corps).
Une fois ingérées, ces zooxanthelles continuent à vivre, grandir, se reproduire et poursuivent leur cycle de vie via la photosynthèse dans les tissus du nudibranche lui fournissant ainsi des nutriments.

## Éthologie
Ce Phyllodesmium est benthique et diurne.

## Alimentation
Phyllodesmium  longicirrum se nourrit exclusivement de coraux mous tel que: Sarcophyton trocheliophorum.